# HD 84117
HD 84117，又名CD-23 8646，SAO 177866、HR 3862，是一颗恒星，视星等为4.94，位于銀經256.7，銀緯21.53，其B1900.0坐标为赤經9h 37m 43.6s，赤緯-23° 21.53′ 0″。